# کی سوما
کی سوما (ژاپنی: すまけい؛ ۴ سپتامبر ۱۹۳۵ – ۷ دسامبر ۲۰۱۳) بازیگر، بازیگر سینما، و بازیگر تلویزیون اهل ژاپن بود. وی بین سال‌های ۱۹۸۵ تا ۲۰۱۰ میلادی فعالیت می‌کرد.
از فیلم‌ها یا برنامه‌های تلویزیونی که وی در آن نقش داشته‌است می‌توان به مدرسه، گوهیمه اشاره کرد.